# تولوز
طُولُوس أو تُولُوز (بالفرنسية: Toulouse؛ بالقسطانية: Tolosa) مدينة فرنسية تقع في جنوب غرب فرنسا بالقرب من الحدود الإسبانية، على ضفاف نهر غارون.
يبلغ عدد سكانها نحو 475 438 نسمة حسب إحصاء أول يناير 2016. وهي بذلك رابع مدن فرنسا سكانا بعد باريس ومرسيلية وليون. أما عدد سكان طولوس ضواحيها، فيبلغ 1 330 954 نسمة حسب إحصاء 2015.
شعار المدينة «لطولوس دائما المزيد» (بالقسطانية:«Per Tolosa totjorn mai») وهي اليوم من بلديات جنوب فرنسا ومقر إقليم غارونة العليا الذي يقع في منطقة ميدي بيرينيه. وكانت طولوس تاريخيا عاصمة لِنْغَدُوق. تلقب بالمدينة الزهرية لأن اللبنات المحلية التي شيدت بها مبانيها التقليدية لها هذا اللون.

## الاسم
عرفها العرب باسم طولوس و تولوشة أو طلوشة وتدعى باللغة المحلية، القسطانية، طولوشة (Tolosa).

## جغرافيا
تقع مدينة طولوس في جنوب غربي فرنسا علي نهر غارون، واتصلت قبل وسائل النقل الحديثة عبر قناتين رئيسيتين (معبرين مائيين لنقل البضائع) ببوردو المطلة على خليج غشكونية (المحيط الأطلسي) وبأربونة المطلة على البحر الأبيض المتوسط.

### تضاريس
1. تُظهر التضاريس ضمن نطاق 3 كيلومترات من تولوز اختلافات طفيفة في الإرتفاع، حيث يبلغ أقصى تغير في الارتفاع 85 مترًا، ويبلغ متوسط الارتفاع فوق مستوى سطح البحر 150 مترًا.
2. في نطاق 16 كيلومترًا، توجد اختلافات طفيفة في الارتفاع (175 مترًا). في نطاق 80 كيلومترًا، توجد اختلافات كبيرة في الارتفاع (1660 مترًا).
3. تُغطى المنطقة الواقعة ضمن دائرة نصف قطرها 3 كيلومترات من تولوز بالأسطح الاصطناعية (96%)،
4. نطاق 16 كيلومترًا بالأراضي الزراعية (53%) والأسطح الاصطناعية (38%)، وفي نطاق 80 كيلومترًا بالأراضي الزراعية (66%) والأشجار (20%).[14]

### مناخ
| البيانات المناخية لـتولوز    | البيانات المناخية لـتولوز | البيانات المناخية لـتولوز | البيانات المناخية لـتولوز | البيانات المناخية لـتولوز | البيانات المناخية لـتولوز | البيانات المناخية لـتولوز | البيانات المناخية لـتولوز | البيانات المناخية لـتولوز | البيانات المناخية لـتولوز | البيانات المناخية لـتولوز | البيانات المناخية لـتولوز | البيانات المناخية لـتولوز | البيانات المناخية لـتولوز |
| الشهر                        | يناير                     | فبراير                    | مارس                      | أبريل                     | مايو                      | يونيو                     | يوليو                     | أغسطس                     | سبتمبر                    | أكتوبر                    | نوفمبر                    | ديسمبر                    | المعدل السنوي             |
| ---------------------------- | ------------------------- | ------------------------- | ------------------------- | ------------------------- | ------------------------- | ------------------------- | ------------------------- | ------------------------- | ------------------------- | ------------------------- | ------------------------- | ------------------------- | ------------------------- |
| متوسط درجة الحرارة الكبرى °ف | 49.5                      | 52.2                      | 59                        | 63.7                      | 70.5                      | 78.3                      | 82.8                      | 83.3                      | 76.6                      | 67.5                      | 56.3                      | 50.7                      | 65.9                      |
| متوسط درجة الحرارة الصغرى °ف | 37.2                      | 37                        | 41.9                      | 63.7                      | 70.5                      | 78.3                      | 73.0                      | 62.8                      | 57.0                      | 51.6                      | 43.3                      | 38.5                      | 54.6                      |
| الهطول إنش                   | 2.07                      | 1.46                      | 1.79                      | 2.59                      | 2.92                      | 2.54                      | 1.56                      | 1.74                      | 1.80                      | 2.14                      | 2.17                      | 1.92                      | 24.7                      |
| متوسط درجة الحرارة الكبرى °م | 9.7                       | 11.2                      | 15                        | 17.6                      | 21.4                      | 25.7                      | 28.2                      | 28.5                      | 24.8                      | 19.7                      | 13.5                      | 10.4                      | 18.8                      |
| متوسط درجة الحرارة الصغرى °م | 2.9                       | 3                         | 5.5                       | 17.6                      | 21.4                      | 25.7                      | 22.8                      | 17.1                      | 13.9                      | 10.9                      | 6.3                       | 3.6                       | 12.6                      |
| الهطول مم                    | 52.6                      | 37.1                      | 45.4                      | 65.7                      | 74.2                      | 64.4                      | 39.6                      | 44.3                      | 45.8                      | 54.3                      | 55.2                      | 48.8                      | 627.4                     |
| المصدر #1:                   |                           |                           |                           |                           |                           |                           |                           |                           |                           |                           |                           |                           |                           |
| المصدر #2:                   |                           |                           |                           |                           |                           |                           |                           |                           |                           |                           |                           |                           |                           |

## التاريخ

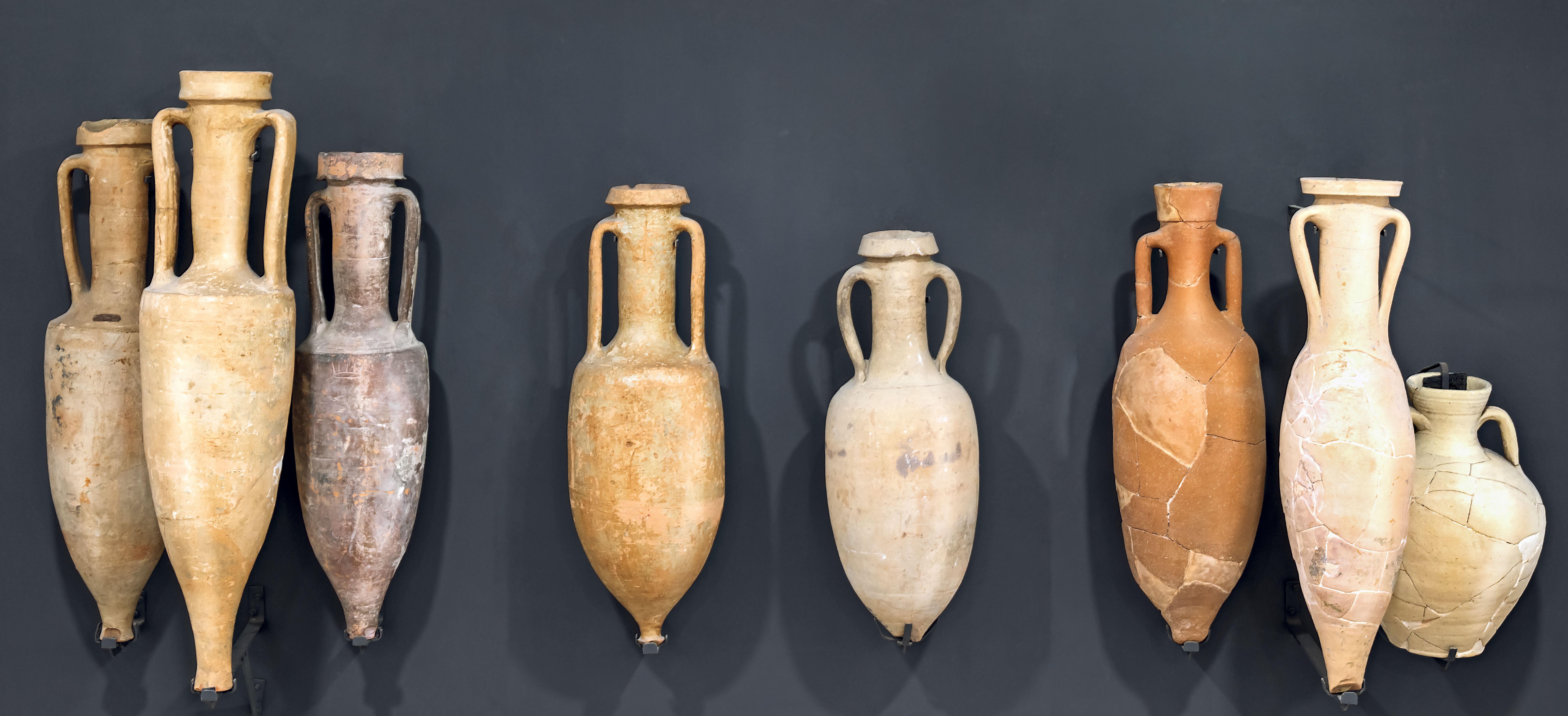
أمفورات بمتحف سان ريموند بتولوز

### عصر قديم
بعد أن هزم الرومان شعب الفولكاي عام 107 ق .م شيد الرومان تولوز الحديثة على أنقاض الموقع القديم واحتوت على العديد من المنشآت الهيدروليكية والمسرح والحمامات على أنقاض الموقع القديم كما أحيطت بسور خاص بها ,في عام 250، شهدت تولوز تعذيب ساتورنينوس التولوزي، الذي أصبح فيما بعد القديس سيرنين. شهدت هذه الحادثة ظهور طائفة أقلية في الإمبراطورية الرومانية المبكرة شهد القرنان الثالث والرابع ازدهارًا صاحبه نمو هائل للمدينة

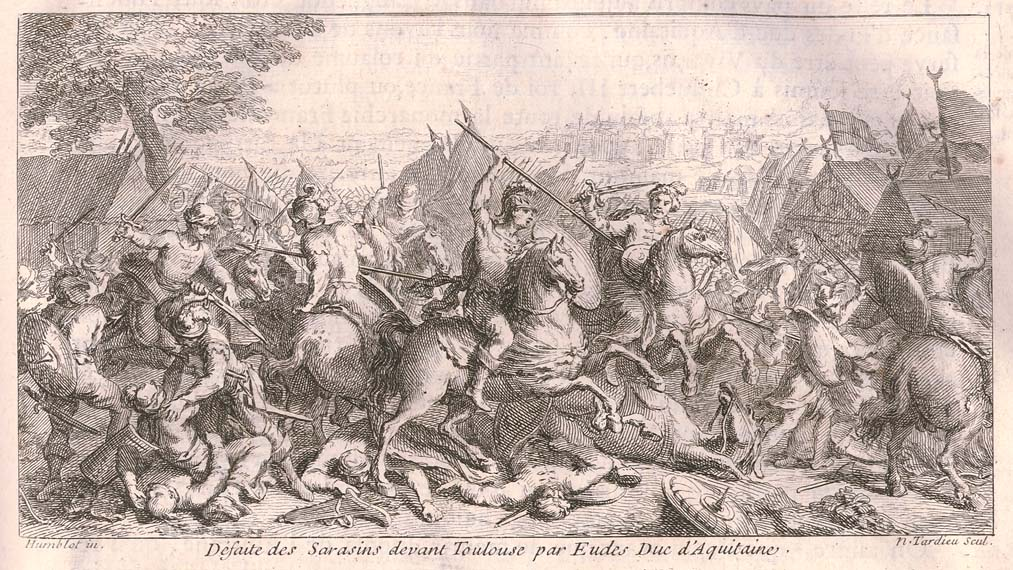
هزيمة المسلمين في تولوز على يد أوديس، دوق آكيتاين، في كلود دي فيك والأب جيه فايسيت.

### العصور الوسطى

#### المسلمين بتولوز
تعاقبت على حكمها عدة سلالات ومن ضمنها السلالة الإسلامية بعد ما قام بغزوها المسلمين بقيادة السمح بن مالك الخولاني في العصور الوسطى وجرت قربها عدة معارك بين المسلمين ودوق طلوشة فسقطت بأيدي المسلمين في معركة طولوشة واستقروا بها لفترة من الزمن في ذاك العهد التي حكم فيه المسلمون الأندلس وسبتمانية فأقاموا بهذه المدينة أيضا معسكرات وقام القائد المسلم للمنطقة عنبسة بن سحيم الكلبي ومن قبله ابن مالك الخولاني ببناء مساجد عدة وقصور لا زالت قائمة إلى اليوم، وأطلق عليها المسلمون اسم طولوس.

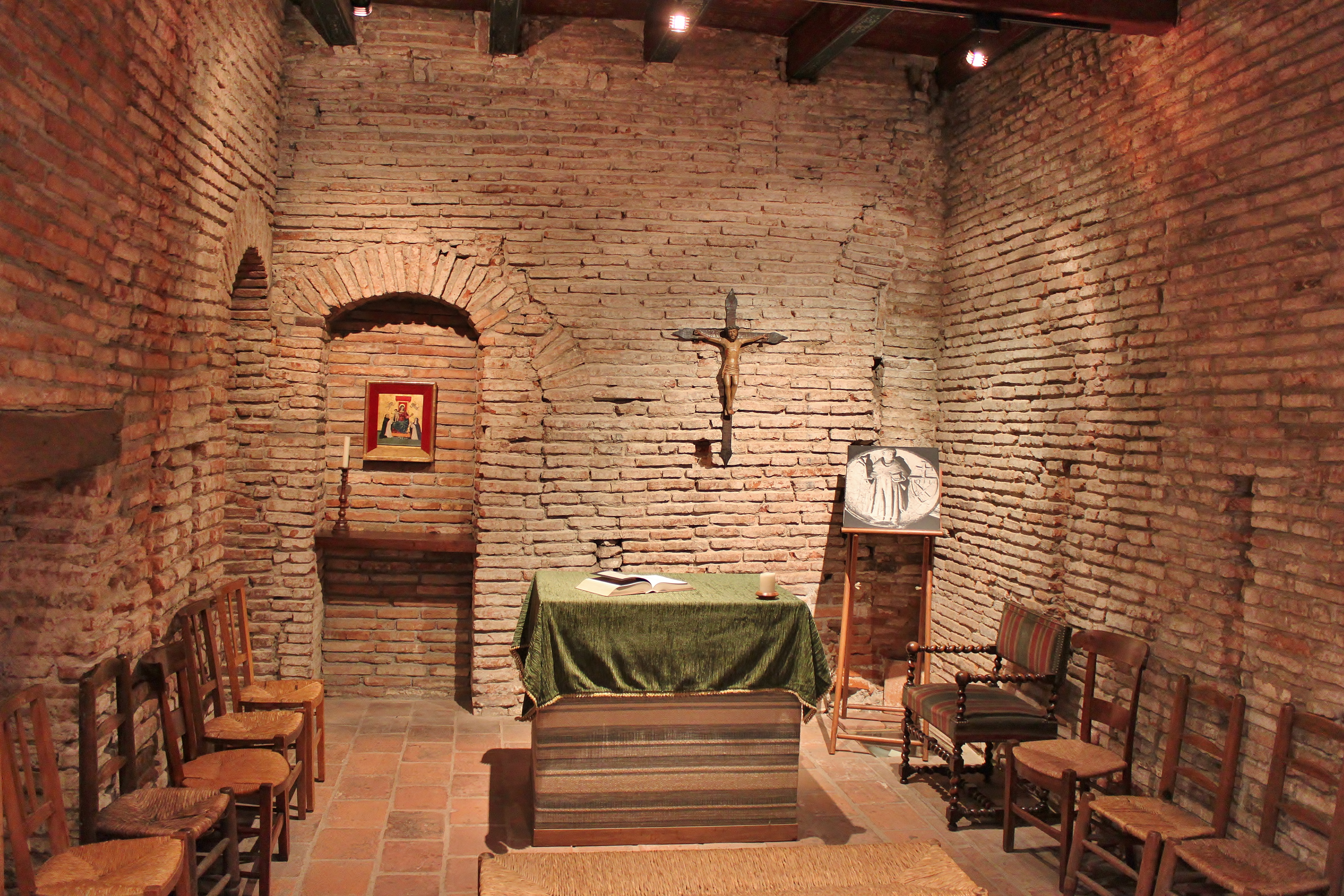
غرفة القديس دومينيك 1215

#### مقاطعة تولوز
بدأ النفوذ الإسلامي يتقلص بعد انهزام جيوشهم في معركة بلاط الشهداء، وسيطرت سلالات من الفرنجة على المنطقة. ولا تزال العديد من المباني العائدة إلى العصور الوسطى شامخة، وهي ذات طراز معماري رومانيسكي وقوطي. وفيها جامعة طولوس التي بنيت عام 1229م، ويأتي ترتيبها من حيث القدَم في المركز الثاني بعد جامعة باريس. ويوجد في مدينة طولوس ضريح الفيلسوف والقديس طوما الأكويني.

## السكان
تعتبر طولوس حالياً رابع مدن فرنسا من حيث عدد السكان بعد باريس ومرسيليا وليون بعدد سكان يوازي 440,204 شخص حسب إحصاء أجري عام 2009، ويرتفع هذا العدد إلى 1,218,166 مع احتساب ضواحي المدينة(خامس أكبر تجمع مدني في فرنسا)، وكانت نسبة النمو السكاني +1.87% كمتوسط سنوي في الفترة الممتدة بين عامي 1999 و2009.
بسبب النمو الصناعي والتقني في المدينة فإن نسبة النمو السكاني في طولوس وضواحيها كانت دائماً أكبر من باقي التجمعات المدنية الفرنسية، حيث كانت هذه النسبة 1.49% في التسعينات من القرن الماضي بالمقارنة مع 0.37% بالنسبة لباقي التجمعات السكنية الفرنسية، لترتفع هذه النسبة في العقد الأول من الألفية الجديدة إلى أعلى مستوياتها وهي 1.87% بالمقارنة مع 0.68% لدى باقي التجمعات المدنية في البلاد.

### المهاجرين
اشتهرت مدينة طولوس بوصفها موطنا للترحيب بالوافدين وثقافة التعددية، حيث عرفت أمواج متتابعة من الهجرات، فهي على نقيض معظم أجزاء جنوب فرنسا، ليس لتيار اليمين المتطرف، المعروف بمناهضته للمهاجرين، وجود كبير فيها. نزح مئات الآلاف من الإسبان هروبا من حكم فرانكو الدكتاتوري في إسبانيا إلى فرنسا بعد الحرب الأهلية الإسبانية، واستقر كثير منهم هناك. وكذلك فعل المواطنون الفرنسيون الذين رحلوا من الجزائر بعد استقلالها عن فرنسا سنة 1962، فضلا عن آلاف اليهود.
تقدر أعداد المسلمين في طولوشة بحوالي 35,000.
|                  | 1695  | 1750  | 1790  | 1801  | 1831   | 1851   | 1872    | 1911    | 1936    | 1946    | 1954    | 1962    | 1968    | 1975    | 1982    | 1990    | 1999    | 2009      |
| ---------------- | ----- | ----- | ----- | ----- | ------ | ------ | ------- | ------- | ------- | ------- | ------- | ------- | ------- | ------- | ------- | ------- | ------- | --------- |
| الحضر            | 43000 | 48000 | 52863 | 50171 | 59.630 | 95.277 | 126.936 | 149.000 | 213.220 | 264.411 | 268.865 | 329.044 | 439.764 | 509.939 | 541.271 | 650.336 | 761.090 | 1.218.166 |
| المنطقة الإدارية |       |       |       |       |        |        |         |         |         |         |         |         | 474.000 | 585.000 | 645.000 | 797.373 | 964.797 | 1218166   |

## الاقتصاد

### الصناعة
الصناعات الأساسية في طولوشة هي صناعات الطائرات، الالكترونيات، المعلوماتية والتكنولوجيا الحيوية(بيوتيكنولوجي).
ويقع في المدينة المركز والمصنع الرئيسي لشركة ايرباص حيث تنتج طائرات الـA330 ،A340 ،A380 وA320 بينما الأنواع الأخرى فتنتج في مصنع الشركة في هامبورغ الألمانية.
وحسب مجلة النيوزويك فطولوشة كانت تحتل عام 2006 المرتبة الخامسة بترتيب المدن الأكثر ديناميكيةً في العالم، وحسب نفس المجلة فالمدينة الفرنسية ما زالت تعتبر اليوم إلى جانب ميونيخ ولاس فيغاس أحد أكثر المدن ديناميكيةً وحيويةً في العالم.

## المواصلات

### السكك الحديدية
محطة القطارات الرئيسية. تصل القطارات فائقة السرعة الفرنسية المدينة بأنحاء فرنسا. كما أن طولوشة موصولة بباقي أجزاء فرنسا عبر القطارات فائقة السرعة الفرنسية وأبرز محطات القطارات في المدينة هي الـطولوشة-ماتابيو التي تخدم على الصعيدين المحلي والوطني.

### الميترو
مترو أنفاق متطور يتألف من قطارات ذكية مزودة بإطارات مطاطية وتعمل من دون سائق، وتمتد هذه الأنفاق على طول 12,5 كلم من بالما-غرامون في الشمال إلى باسو-كامبو في الجنوب، وتنتشر على طول الميترو 20 محطة للركاب.

### الدراجات الهوائية
عام 2007 تم إطلاق نظام كبير لاستئجار الدراجات الهوائية أطلق عليه اسم فيلو-طولوشة، حيث يمكن استئجار الدراجات لمدة يوم أو أسبوع أو شهر أو سنة.

## التعليم

### التعليم العالي
تضم مدينة تولوز العديد من المدارس العليا وجامعتان لفائدة الطلبة ومن أبرزها :
- المدرسة الوطنية للبيطرة في تولوز
- المدرسة الوطنية للطيران المدني
- المعهد العالي للملاحة الجوية والفضاء

- جامعة تولوز
- جامعة تولوز جان جوريس

## الثقافة

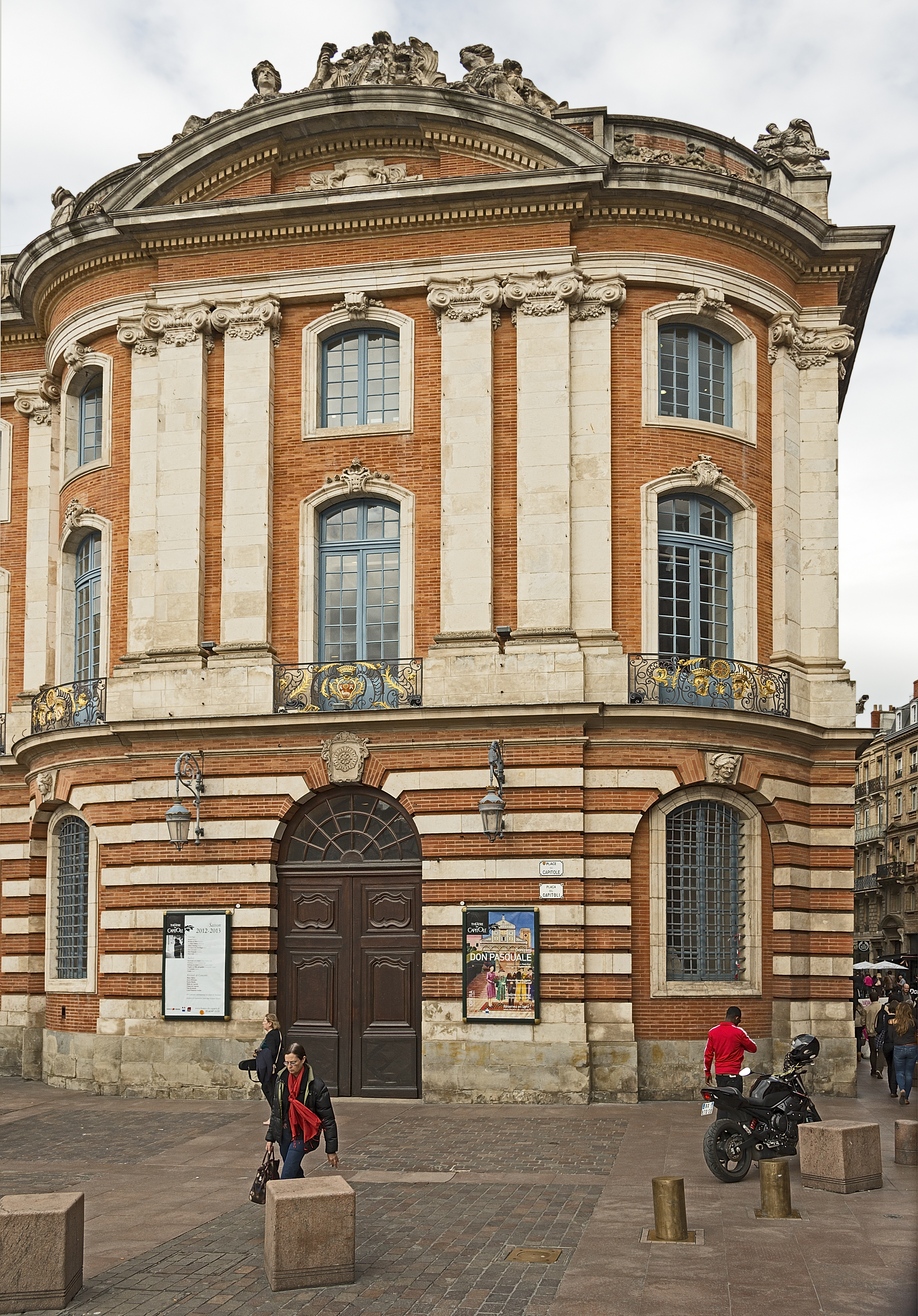
المسرح

### المسرح
مسرح الكابيتول الذي افتتح عام 1736 هو مركز للأوبرا والباليه، كما ان الفرقة الموسيقية الوطنية للكابيتول المرتبطة بالموسيقار ميشال بلاسون تقدم عروضها في صالة الهال أو غران. ويعتبر معرض قصر الماء للصور في المدينة وهو برج الماء الي تحول إلى معرضٍ للصور عام 1974 على أيدي ابن طولوشة جون ديوزيد أقدم مكان عام مخصص لعرض الصور في العالم.

### فولكلور
طولوشة هي مقر أكاديمية الألعاب الفلكورية التي تعتبر للأكاديمية الفرنسية للناطقي باللغة القسانية في جنوب فرنسا، مما يجعل المدينة العاصمة غير الرسمية للحضارة الأوكسيطانيا، كما أنه تمَ اعتماد السيف الأوكسيطاني كرمز لمدينة طولوشة.

### مطبخ
أما أبرز الأطعمة الطولوشية فهي النقانق الطولوشية، كما أن دهن كبد البط يعتبر من الصناعات الغذائية التقليدية في المدينة وبالأخص في ناحية الميدي-بيراني.

### موسيقى
من الفرق الموسيقية البارزة في المدينة فرقة "زبدة" المغاربية.

## معالم
|    | المعلم                                             | الوصف | الصورة                                                             |
| -- | -------------------------------------------------- | --- | ------------------------------------------------------------------ |
| 01 | كابيتول دي تولوز                                   | يعد المبنى من أهم المعالم في المدينة على الإطلاق والذي شهد العديد من التظورات على مستوي عمارته من عام 1190 م لغاية 1995م                                           | ساحة الكابتول                                                      |
| 02 | كنيسة سان سيرنين                                   | تعد أكبر كنيسة رومانية في فرنسا والتي أنشأت في العصور الوسطى ،وهو معلم ديني مدرج في مواقع التراث العالمي لليونسكو.                                                 | Toulouse. Eglise St. Sernin LCCN2017657485                         |
| 03 | دير اليعاقبة                                       | يحتوي دير اليعاقبة في تولوز الهندسة المعمارية القوطية وآثار القديس توما الأكويني إضافة لكنيسته التي تضم العديد من الأقبية المضيئة كما تضم كذلك نخيل فريد من نوعه . | Jacobins-13                                                        |
| 04 | فندق داسينات                                       | شيد الفندق عام 1556 م من قبل بيار الثاني أزينات | Bachelier - Hôtel d'Assézat - Toulouse - La cour d'honneur         |
| 05 | مؤسسة بيمبيرغ                                      | هو معرض مخصص للفنون الجميلة تأسس عام 1980 من قبل الأرجنتيتي جورج بومبرغ .                                                                                          | Toulouse - Cour Fondation Bemberg                                  |
| 06 | كنيسة نوتر دام دو لا دوراد والسيدة العذراء السوداء | تأسست الكنيسة في القرن الخامس والتي بنيت على أنقاض معبد روماني ، يُرجّح أنه كان مُكرّساً لأبولو، وتُوّج بقبة. كان الأباطرة الرومان هم من عهدوا بهذا المعبد إلى المسيحيين. | Basílica de la Dorada, Toulouse, Francia, 2023-01-07, DD 11-13 HDR |

## الرياضة

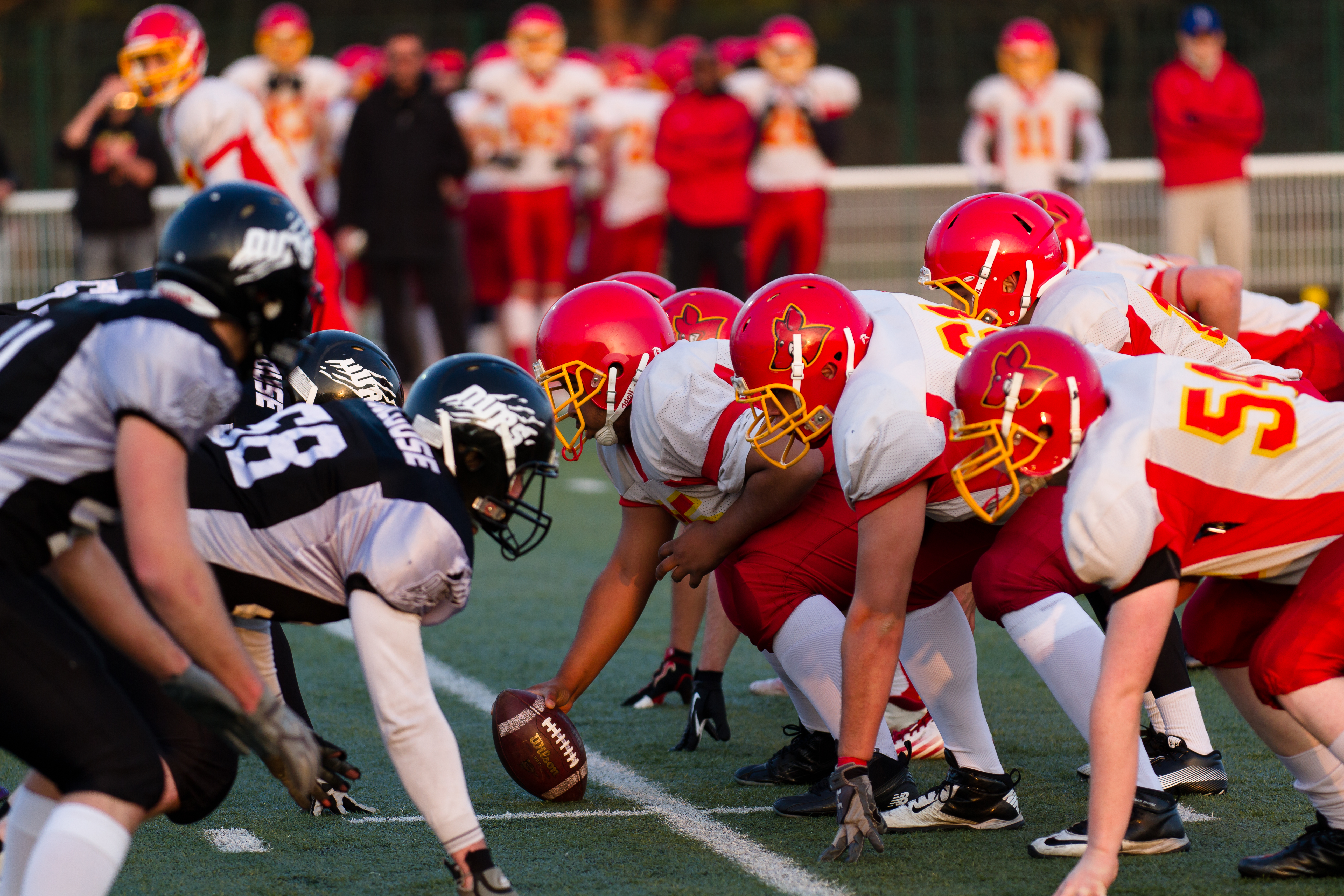

### الرغبي
تشتهر طولوشة بأنها معقل فريق ستاد طولوشة الناشط في دوري الدرجة الأولى الفرنسي للروغبي الاتحادي (روغبي يونيون)، والذي يعتبر أحد أفضل أندية الروغبي يونيون على الصعيد الأوروبي حيث سبق له وفاز بدوري الأبطال الأوروبي للروغبي يونيون(كأس هاينكين) لأربع مرات .
كما تضم المدينة فريق آخر هو أولمبيك طولوشة للروغبي ليغ الأقل شهرة في أوروبا من الروغبي يونيون.

شعار نادي تولوز

### كرة القدم
أما على صعيد كرة القدم فيعتبر فريق طولوشة أف سي أشهر الفرق في المدينة حيث يلعب حالياً في دوري الدرجة الأولى الفرنسي (الدوري 1).

### كرة اليد
كما يوجد في المدينة فريقين لكرة اليد (فينيكس) 

### كرة الطائرة
الكرة الطائرة (سبايسرز) ينشطون في دوريات الدرجة الأولى للعبتين في فرنسا.

### فعاليات دولية
إحتضنت مدينة تولوز العديد من المنافسات الرياضية في مختلف الرياضيات ولعل أبرزها :
- لكأس العالم لكرة العالم 1998
- كأس العالم للروغبي 2007
- كأس أوروبا لكرة السلة 1999.

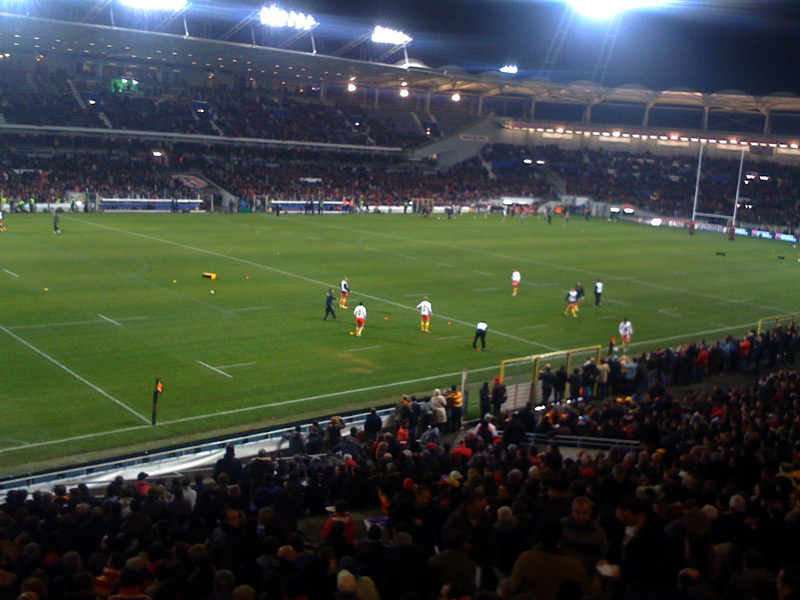
الاستاد الطولوشي
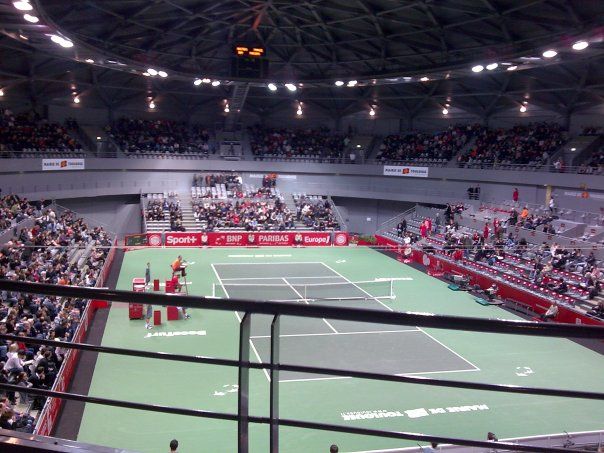
المركب الرياضي يستضيف مباراة تنس في البطولة الفرنسية.
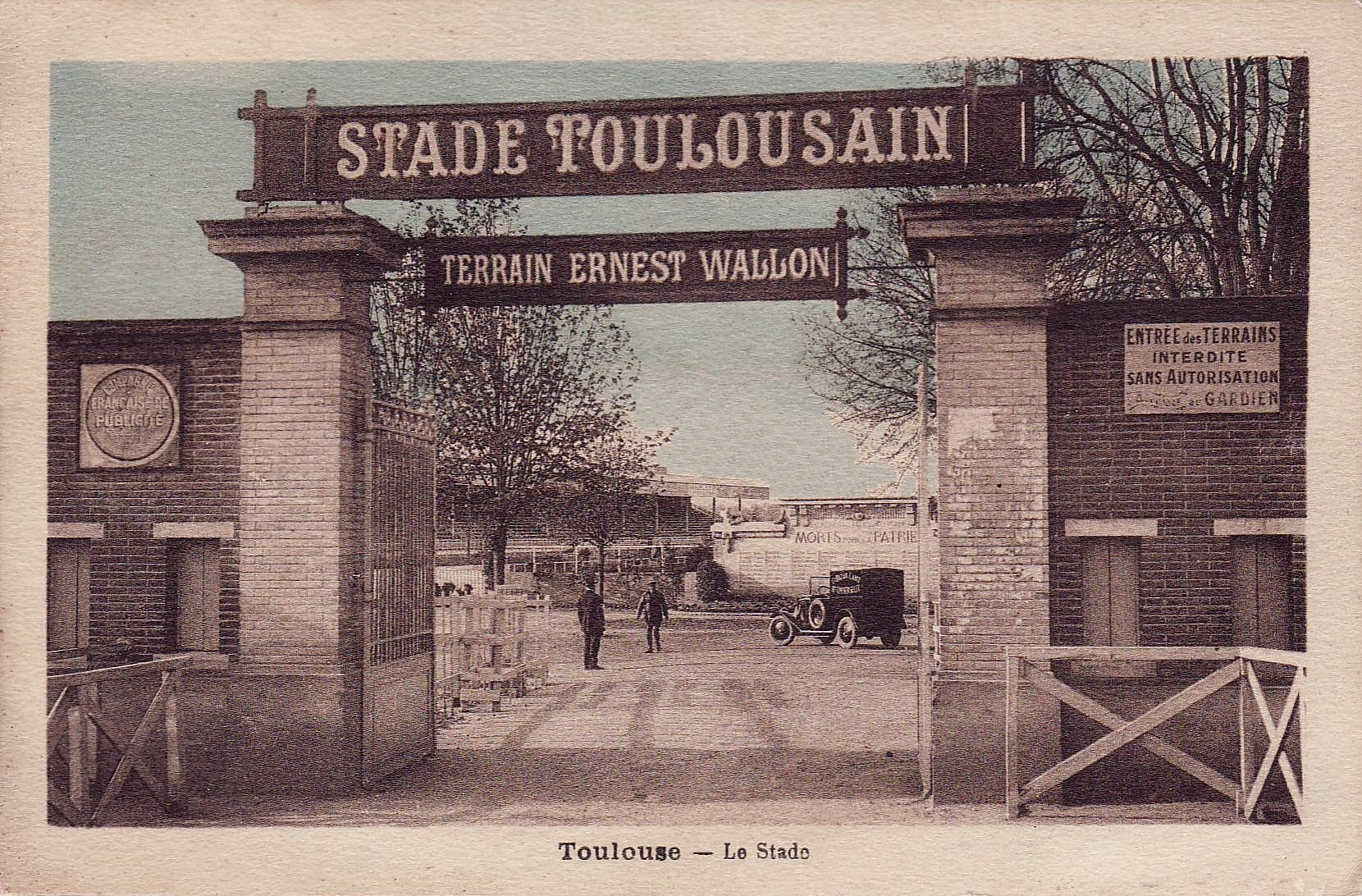
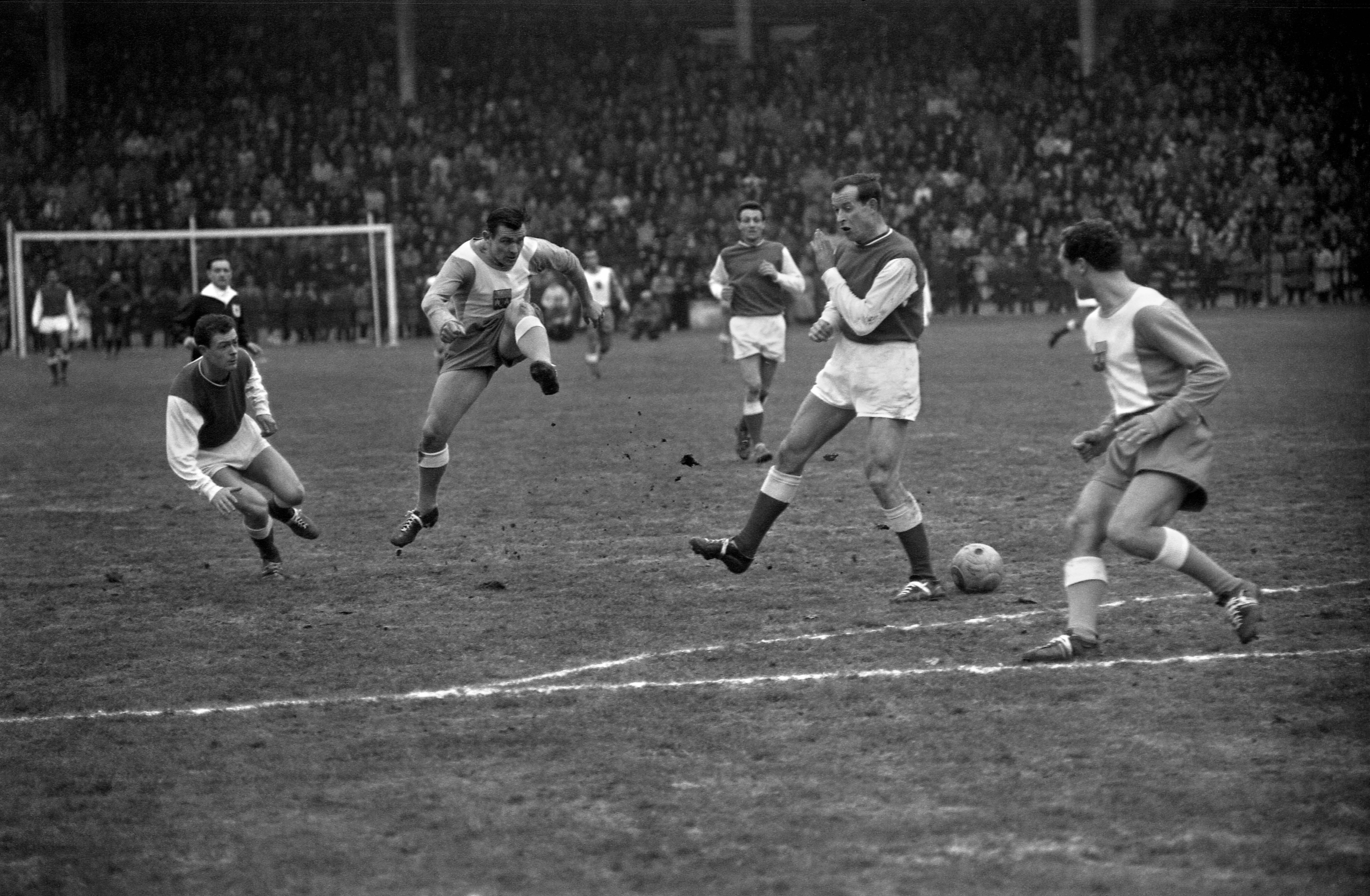

## التوأمة

### البلدات والمدن الشقيقة
علاقات توأمة:
| أتلانتا، جورجيا,الولايات المتحدة الأمريكية طرابلس (لبنان), لبنان بولونيا ,إيطاليا بريستول , المملكة المتحدة تشونغتشينغ , الصين | إلش, إسبانيا كييف , أوكرانيا تل أبيب, إسرائيل روساريو, الأرجنتين ستافانغر, النرويج |

اتفاقيات تعاون مع:
| بيدغوشتش, بولندا دوسلدورف , ألمانيا هانوي , فيتنام إنجامينا , تشاد | سانت لويس, السنغال ساو جوسيه دوس كامبوس, البرازيل سرقسطة، أراغون, إسبانيا |

تبنت مدينة:
 كامبيا تورزي, رومانيا

## أعلام مرتبطة  بتولوز
- أودو دوق أقطانيا
- السمح بن مالك الخولاني
- بيغفلو وأولي

### مقالات ذات صلة
- معركة تولوز

### وصلات خارجية
- تاغ تولوز